# Oiceoptoma nigropunctatum
Oiceoptoma nigropunctatum es una especie de escarabajo carroñero del género Oiceoptoma, categorizada en la tribu Silphini, de la subfamilia Silphinae. Fue descrita por Lewis en 1888.

## Distribución
Se distribuye por Asia: Japón.